# Dyplomacja (film)
Dyplomacja (fr. Diplomatie) – niemiecko-francuski dramat wojenny z 2014 roku w reżyserii Volkera Schlöndorffa, będący adaptacją przedstawienia Cyrila Gély'ego o tym samym tytule. Zdjęcia kręcono w Paryżu.
Jego premiera miała miejsce 12 lutego 2014 na 64. Międzynarodowym Festiwalu Filmowym w Berlinie. Film wygrał nagrodę za najlepszy scenariusz adaptowany podczas 40. ceremonii wręczenia Cezarów.

## Fabuła
Gdy wojska aliantów zbliżają się do Paryża, Adolf Hitler rozkazuje generałowi Dietrichowi von Choltitz zniszczenie miasta. Choltitz wysyła swoich ludzi do anihilacji znanych obiektów miasta, wśród których są m.in. Wieża Eiffla, Luwr, Place de la Concorde czy katedra Notre-Dame.
Szwedzki dyplomata Raoul Nordling zakrada się do biura generała w hotelu Meurice poprzez sekretne przejście i próbuje go przekonać do oddania miasta nietkniętego siłom anglo-amerykańsko-francuskim. Choltitz decyduje się na odwołanie planów dotyczących wysadzenia miasta. Porucznik Hegger nie słucha rozkazu generała i postanawia zdetonować ładunki, jednak zostaje zastrzelony przez Lanvina, który był przetrzymywanym przez Niemców paryskim inżynierem.

## Obsada
- André Dussollier jako konsul Raoul Nordling(inne języki)
- Niels Arestrup jako generał Dietrich von Choltitz
- Burghart Klaußner jako kapitan Werner Ebernach
- Robert Stadlober jako podporucznik Bressensdorf
- Charlie Nelson(inne języki) jako konsjerż Hôtelu Le Meurice
- Jean-Marc Roulot(inne języki) jako Jacques Lanvin
- Stefan Wilkening(inne języki) jako kapral Mayer
- Thomas Arnold(inne języki) jako podporucznik Hegger
- Lucas Prisor jako SS-Mann